# David Gutiérrez Gutiérrez
David Gutiérrez Gutiérrez (Rábago, Herrerías, Cantabria, 2 de abril de 1982) es un exciclista profesional español.

## Biografía

### Categorías inferiores
Sus comienzos en el ciclismo fueron en las categorías inferiores del Club Ciclista Occidental-Corbatas Pindal, por el que pasó por todas las categorías hasta llegar a la de aficionados. Cuando el Club Ciclista Occidental dejó de tener equipo de categoría Élite-Sub-23, fichó por el equipo Camargo-Roper-FerroAtlántica donde militó hasta 2009 consiguiendo una victoria de etapa en la carrera profesional de la Vuelta a León 2006 y otra en el Circuito Montañés como resultados más destacados, siendo segundo en la clasificación general de la Copa de España de Ciclismo  y ganador del Ranking de la Real Federación Española de Ciclismo en el año 2008.

### Ciclismo profesional
Para la temporada 2010, el Footon-Servetto, de categoría UCI ProTour le firmó para una temporada dando así el salto al profesionalismo. Ahí consiguió la clasificación de la montaña de la Volta a Catalunya 2010 y la clasificación Intervuelta de la Vuelta a Asturias.
En 2011 se adjudicó la clasificación de sprints especiales del G. P. de Llodio.

## Palmarés
2006
- 1 etapa de la Vuelta a León

2009
- 1 etapa del Circuito Montañés

## Equipos
- Footon-Servetto (2010)
- Geox-TMC (2011)
- Onda (2012-2013)
  - Onda (2012 desde el 16 de abril)
  - Radio Popular-Onda (2013)